# VNG (기업)
VNG(구 비나게임)는 2004년 9월에 설립된 인터넷과 온라인 경영 회사이다. VNG는 Zalo, Zing MP3, 123Pay, CSM등 인기를 끈 제품들의 소유자이다.
VNG는 직원들에게 편하는 작업공간을 제공한다. Anphabe 및 AC Nielsen에서2014년 2월 주관하는 “베트남 근무하기 좋은100대 기업”이라는 명예로운 상을 받았다. 현재까지 VNG의 제품들을 사용자들이 수천만명을 넘었다.

## 연혁
- VNG (구 비나게임)는 2004년 9월 9일에 설립되었고 베트남 첫 온라인 게임 퍼블리싱 회사로서 베트남 내에서 선두를 지키고 있다. Kingsoft의 무림전기 (Vo Lam Truyen Ky)는 VNG가 퍼블리싱한 첫 온라인 게임이다. 출시 후 한달동안 무림전기가 동접자수 20만명을 기록하였다.
- 2006년 – 2007년: 많이 성장했고 유저 요구에 맞춘 제품들을 출시했다. 대표적인 제품들은 Cyber Station Manager (CSM), 123Mua.vn – 전자상거래 포털 등이다. 특히, Alexa(2008년 8월)에 따르면 Zing는 최고사용량이 있는 베트남 1위 웹사이트이다.
- 2008년 – 2009년: VNG Corporation로 사명 변경했다. 이에 따라 Zing Me이란 소셜 네트워크가 6개월 동안 개발되었고 2009년에 출시했다. 2009년말에Zing Me는 사용자를 4백만명이상 기록하였다.
- 2010년 – 2011년: 직접으로 개발한Thuận Thiên Kiếm게임은Sao Khuê 2010의 우수 게임을 받았다. VNG는 베트남에서 성공할 뿐만 아니라 “Ủn Ỉn”를 개발하여 일본으로 수출했다.
- 2012년 – 2013년: VNG는 모바일 동향에 맞춰 개발력이 모여들었고 모바일 제품을 개발했다. 출시 후 1.5년동안 OTT애플리케이션Zalo는 천만의 사용자를 보유했다.

## 수상경력 (2013년부터)
- 2013년 9월: Le Hoang Quan 호치민시 인민위원장은 VNG에게 상장을 수여했다.
- 2013년 10월: VNG는 호치민시 최고의 105회사 선정되었다.
- 2014년4월: VNG는 국가주석한테 메달을 받았다. Le Hong Minh 대표이사는 수상의 상장을 받았다.

## Data Center
VNG는 두 데이터 센터가 있다. 호치민시 (Quang Trung소프트웨어 공원, 12군) 및 하노이 (Hoa Lac)에서 위치했다.
데이터 센터들이 VNG 제품과 서비스의 기반을 잡았다. 웹, 음악, 영화등 같은 멀티미디어 콘텐츠, 소셜 네트워크, 온라인 채팅 룸과 온라인 게임을 제공한 데이터 센터이다.

## 제품과 서비스

### 디지털 콘텐츠 및 온라인 엔터테인먼트

#### ZingMP3
2007년 8월에 Zing Mp3가 출시되었다. mp3.zing.vn는 베트남에 최대사용량이 소유한 웹사이트이다. iOS, Android와 Windows Phone버전도 있다. 다운로드 톱3을 기록한 애플리케이션이다.
2012년 12월에 Zing MP3는Universal Music Group과 독점 음악 판권 계약을 체결했다. 6개월 후Sony Music Group과 판권을 체결했고Youtube와 파트너사가 되었다. 또한, 75,000 베트남곡의 판권이 보유했다.
매년 Zing Music Awards가 개최되었다. 2010년부터 Zing Music Awards가 시작되었다.

#### 무림전기 (Vo Lam Truyen Ky)
무림전기 베트남에서 퍼블리싱된 첫 온라인 게임이다. 중국에 출시 후 2005년에 VNG는 무림전기의 첫 버전을 퍼블리싱했다. 2005년부터 2014년 4월까지 무림전기가 2천만의 유저와 86서버를 보유했다.
무림전기는 버전 9개 있다: Cong Thanh Chien, Son Ha Xa Tac, Tinh Nghia Giang Ho, Phong Hoa Lien Thanh, Hung Ba Thien Ha, That Thanh Dai Chien, Phong Van Tai Khoi, Bat Mach Chan Kinh, Cuu Nien Trung Phung...

#### 무림지몽 (Vo Lam Chi Mong)
무림지몽에서 김융의 신조협려를 배경으로 했다. 베트남에서 가장 사용량이 많은 게임이다.
ARPG (Action role-playing game)게임으로서 유저들이 설치 없이 무림지몽을 브라우저로 플레이할 수 있다.
2011년 10월 28일에 게임이 서비스 시작했다. 출시 후 1년 게임에서 천만 캐릭터가 제작되었다. 지금까지 무림지몽은 서버가 400개이상 있다.

#### 3Q
3Q Cu Hanh은 2012년 11월 19일에 정식 서비스한 MOBA (Multiplayer Online Battle Arena)게임이다. 서비스 개시 후 2년 3Q는 사용자가 사백오십만명 있다.

#### 구름 가든 (Khu vuon tren may)
2010년 12월 20일에 서비스 개시한 구름 가든은 SNS윕게임이다. 게임내에 유저들이 구름에 있는 화분들을 성장시키다. 첫 베트남 SNS게임이다. 구름 가든은 VINASA에서 주관한 Sao Khue 2012 상을 받았다.
또한, 베트남뿐만 아니라 중국에 게임이 서비스 개시되었다. 모바일 버전이 준비되고 있다. 2014년 4월까지 구름 가든이 삼백오십만의 유저를 보유했다.

#### 드래곤 아일랜드 (Dao Rong)
Zing앱 스토어의 독점 SNS웹게임이다. 2014년 1월까지 VNG가 직접 개발한 게임들중에서 드래곤 아일랜드는 매출 높은 게임이다.

#### Zing Play
Zing Play는 미니게임 포털이다. 매달 3백만의 사용자가 있고 유저들이 브라우저나 모바일로 사용 가능하다.

### 커뮤니티 연결

#### ZingMe
2009년 8월에 Zing Me는 공개되었고 VNG가 적접 개발한 소셜 네트워크이다. 블로그 작성, 이미지 공유, 음악, 게임, 비디오, 이메일 등 다양한 기능이 있다. 또한, 제삼자는 Zing Me의 인프라를 사용하여 앱을 개발할 수 있고 API (Application Programming Interface)을 통해 유저를 공유할 수 있다. 2010년 3월에 Zing Me의 첫 모바일 버전이 출시되었다. 2009년에 호치민시 정보통신 학부의 상을 받았다. 2010년 Sao Khuê상을 받았다.
출시 후 2년 Zing Me의 사용자가 8백만명을 돌파했다. Zing Me에 통해 사용자들이 블로그를 업데이트할 수 있고 다른 사람과 이미지, 목소리, 이모티콘등으로 대화를 나눈다.

#### Zalo
Zalo는 2012년 8월 8일에 서비스를 시작한 모바일 인스턴트 메신저이다. 현재 안드로이, 애플, 윈도 폰과Nokia Java 스마트폰 사용자를 대상으로 프리웨어로 제공된다.
일기 소셜 네트워크가 Zalo에 통합된다. 2014년 3월20일에 Zalo의 사용자가 천만명을 돌파했다.
VNG가 직접 개발한 Zalo는 아래와 같은 장점들이 있다:
- 5분의 음성 메시지 전송 가능하다
- 보안을 강화한다
- 메시지 전송 속도가 빠르고 안전하다.

국내와 외국에 Zalo가 사용된다. Coca Cola, McDonald’s등 여러 산품은 Zalo로 광고된다.

### 전자상거래

#### 123Pay
2010년 시장의 변화에 적응하도록123Pay란 온라인 페이먼트 포털이 출시되었다.
123Pay의 장점이 아래와 같다: 시스템이 전국 은행과 연결되었다. 2014년에 123Pay가 Cybersource와 연결되어서 페이먼트가 빨라지고 안전해진다.

### 애플리케이션

#### Laban Key
Laban Key는 VNG가 직접 개발한 모바일용 베트남어 입력 시스템이다. 2013년 9월에 출시한 후 Laban Key가 좋은 반응을 많이 받았다. 2014년 4월에 Laban Key가 구글플레이 인기 무료앱순위에 올랐고 백만 다운로드를 달성했다.
특징
- 이전 입력한 단어에 근거하여 다음 단어를 표현 가능하다.
- 구글의 소프트를 사용하여 영어와 베트남어 음성으로 입력 가능하다.
- 영어, 프랑스어, 러시아어, 독일어등 다양한 언어를 지원한다.

### 소프트웨어

#### CSM
Cyber Station Manager (CSM)는 PC방을 관리한 소프트웨어이다. 2006년 2월 2일에 CSM의 첫 버전이 출시되었다. 전국에 있는 25,000 PC방은 매일 CSM를 사용한다. 시장 점우율이 60%이상이고 매일 2백만 번이나 접속한다. 또한, CSM는 2009, 2012, 2014년 Sao Khuê의 상을 받았다.

### 서비스
VNG Digital Ads (ads.vng.com.vn)는 텔레비전, 뉴스, 소셜, 오프라인, PC, 모바일, 태블릿등으로 온라인 광고를 제공한 서비스이다. 서비스는 아래와 같다:
- 배너광고
- 뉴스광고
- 소셜메디어 서비스
- IMC 서비스 (Integrated Marketing Campaign)
- In-game branding 서비스
- 123link 서비스: 광고 구매자와 판매자를 연결한 네트워크이다. 현재 123link가 40광고사들과 협력하고 있다. 특히, 2013년 9월 24일에 VNG는 세계 모바일 광고 네트워크인 Inmobi의 파트너사가 되었다.
- Google Adwords로 검색 서비스

## VNG문화
본사는 호치민시 Flemington타워에 있다. 그리고 7지사들이 소유한다.
직원들에게 편하는 작업공간을 제공한다. CareerBuilder에서 2014년 1월 주관하는 “2013 좋은 사원 모집자”이라는 상을 받았다.
인재와 전문가를 채용할 뿐만 아니라VNG는 흔히 대학생을 모집하고 발전시킨다.
대표적인 채용 이벤트는 마지막 해 대학생위한 VNG Fresher이다. 해마다5월 및 10월에 진행된다. 전국의 대학교에서 선정된 후보자 300명은 VNG의 인턴사원가 된다.